# 알렉산드르 듀코프

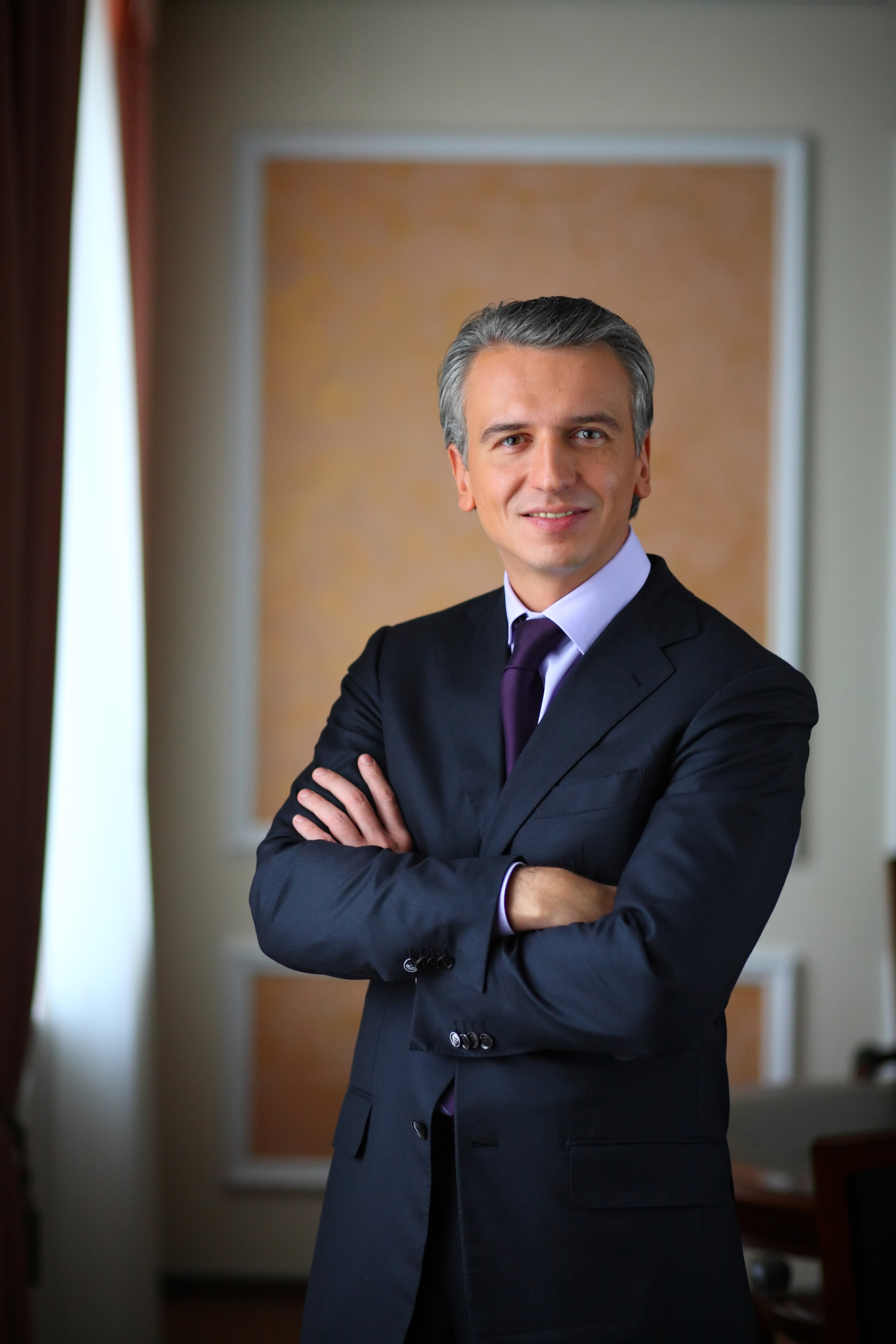
알렉슨드르 듀코프

알렉산드르 듀코프(Александр Валерьевич Дюков, 1967년 12월 3일 레닌그라드 ~ )는 러시아의 축구인으로, 러시아 프리미어리그의 FC 제니트 상트페테르부르크의 구단주이며 페트롭스키 경기장의 소유자이다.